# 小笠原守美
小笠原 守美（おがさわら もりみ）は高知県出身の日本の柔道家。56kg級及び61kg級の選手。

## 人物
岡豊高校2年の時には高校選手権の56kg級で3位に入った。1993年にはミキハウスに入社すると、階級を61kg級に上げた。1995年の実業個人選手権では決勝でオーストラリア出身である西興産業のリエン・シーイーを破って優勝した。1996年の実業個人選手権では2連覇を飾った。続く全国女子体重別では3位に入った。福岡国際では鄭成淑に敗れるが2位になった。1997年に大阪で初開催となった女子のワールドカップ国別団体戦では3位だった。体重別では決勝まで進むと、淑徳中学教員の北爪弘子を注意で破って初優勝を飾るも、実績で北爪を下回ることから世界選手権代表には選出されなかった。引退後は結婚して秋山姓となった。

## 主な戦績
- 1992年 -　高校選手権　3位 56kg級

61kg級での戦績
- 1995年 -　実業個人選手権　優勝
- 1996年 -　実業個人選手権　優勝
- 1996年 -　全国女子体重別　3位
- 1996年 -　福岡国際　2位
- 1997年 -　ワールドカップ国別団体戦　3位
- 1997年 -　体重別　優勝

(出典、、JudoInside.com)。